# ローマ劇場
ローマ劇場（ローマげきじょう）は、古代ローマ時代に建設された半円形の劇場のことで、グナエウス・ポンペイウスが古代ギリシアの劇場の特徴の大部分を取り入れてポンペイウス劇場を建設したことが始まりである。ローマはギリシアから建築上の影響の多くを受けており、劇場の設計もそういう面では他の建築物と全く変わらない。しかしローマ劇場は独立した基礎の上に築かれているのが特徴であり、土を掘ったり斜面を利用したりするギリシアの劇場とは異なる。ローマ劇場は最初の恒久的ローマ劇場であるポンペイウス劇場の基本設計を受け継いで派生していった。

## 構造

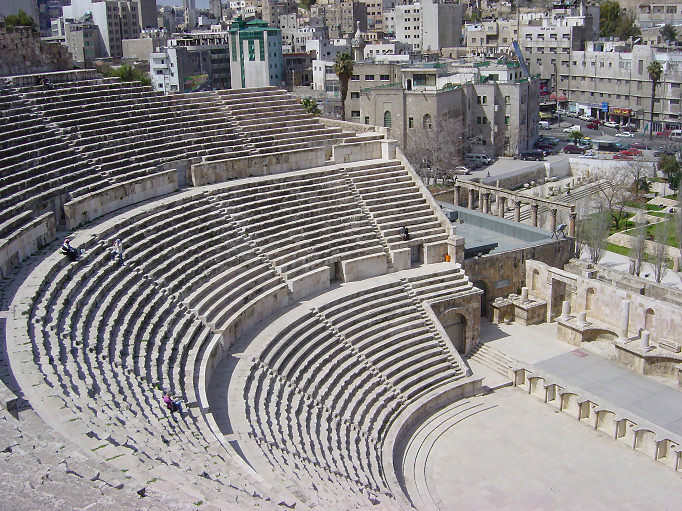
アンマンのローマ劇場

ローマ劇場は、スペインから中東までローマ帝国の版図のあちこちに建設された。ローマの建築が各地の建築技法に影響を与え、世界各地にローマ劇場の特徴を備えた劇場が建設された。
古代ローマでは、劇場とアンフィテアトルム（円形競技場）はよく似ている。主な建材はどちらもローマン・コンクリートで、どちらも帝国中で各種娯楽イベントを開催するための公共建築である。しかし、それぞれで開催されるイベントの種類は異なり、そのため配置や構造が異なっている。アンフィテアトルムはローマ劇場とは異なり、音響効果を気にする必要はなかった。アンフィテアトルムでは競走や剣闘士の戦いが催され、ローマ劇場では演劇、パントマイム、合唱、演説などが催された。ローマ劇場の半円形の形状は音響効果を高めるようになっているが、アンフィテアトルムは完全な円形である。

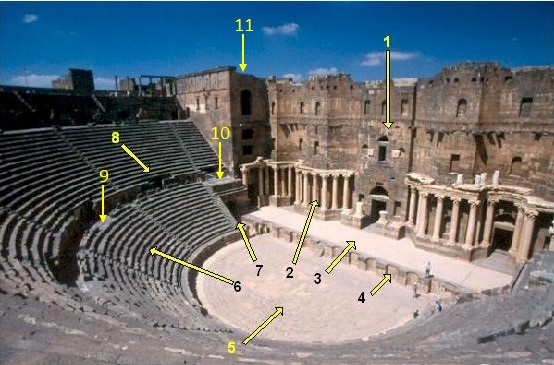
ローマ劇場の構造
1.スカエナエ・フロンス, 2.ポルティカス・ポスト・スカエナム（列柱）, 3.プルピタム（舞台）, 4.プロスカエニウム, 5.オーケストラ, 6.カウェア（客席）, 7.アデタス・マクシムス, 8.ヴォミトリウム（観客出入口）

ローマ劇場は基本的に半円形であり、立地条件によって若干の相違はあるものの、一定の固有な建築構造となっていた。舞台の背後の高い壁をスカエナエ・フロンス（scaenae frons）と呼び、円柱で支えられ壁面は皇帝や神などの像が収められた壁龕（ニッチ）で華やかに飾られている。舞台の前端を支えるアーチ壁はヘレニズムの影響が見られるプロスカエニウム（proscaenium）である。スカエナエ・フロンスは本来建物自身の一部ではなく、上演される演劇の背景を提供するものだったが、最終的にコンクリート製の建物の一部となった。劇場全体は、舞台であるプルピタム（pulpitum）と半円形のオーケストラ（orchestra）及び、観客席であるカウェア（Cavea）に分けられる。観客席の出入り口はヴォミトリウム（vomitoria）と呼ばれていた。
人々が集まるオーディトリアムは、ギリシア劇場のように小高い丘や斜面に造られることがあり、建設が容易になる。オーディトリアムの中央部は丘や斜面をえぐるようにして形成し、両端は擁壁で構造を支える必要がある。ローマ劇場は利用可能な斜面がない場所にも建設されており、常に斜面を利用したわけではない。ローマ市内の劇場は、どれも斜面を利用せずに建設されている。観客席には屋根がないが、vela と呼ばれる天幕を広げて日光や雨をよけるのに使った。
木造のローマ劇場は、何らかの祭りなどの催し物のために建設され、それが終わると解体されていた。この慣習は、紀元前55年に初の恒久的劇場であるポンペイウス劇場が建設されたことで終わった。慣習を打ち破るため、ポンペイウス劇場には神殿も設けられていた。いくつかのローマ劇場には、まず第一に決して完成しなかった様子が見られる。
ローマ市内では、建設以来の長い年月を生き延びた劇場は少なく、それらの劇場についての遺跡もほとんどない。現代のオランジュにあるArausioの劇場はローマ劇場の典型例であり、その scaenae frons は西ローマ帝国の劇場設計を偲ばせるが、それ以上の装飾は失われている。Arausioの劇場は今も建っており、観客席も再建され、素晴らしい音響効果を体感することができ、ローマ建築の驚異を今に伝えている。

## 主なローマ劇場

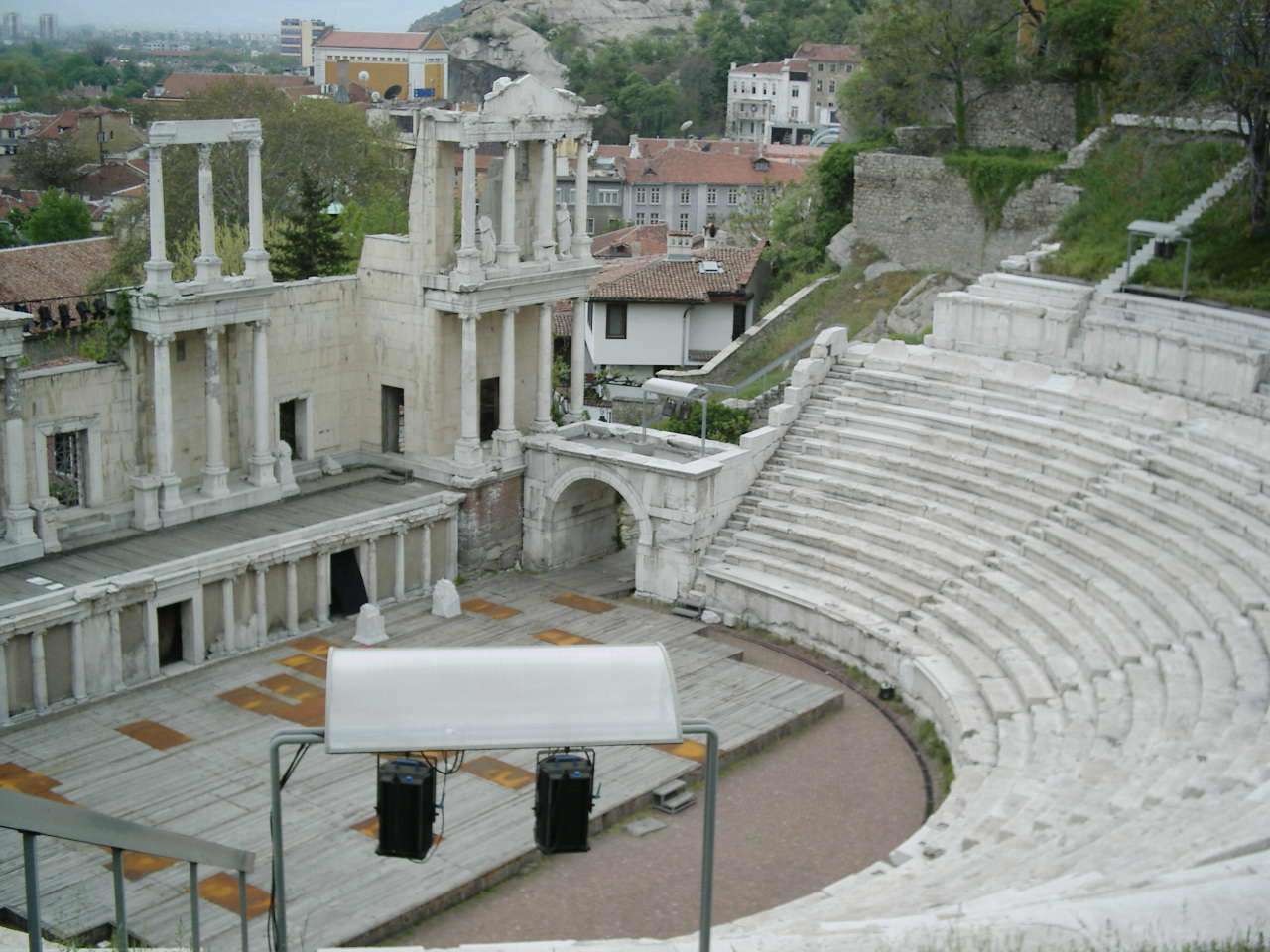
プロヴディフのローマ劇場

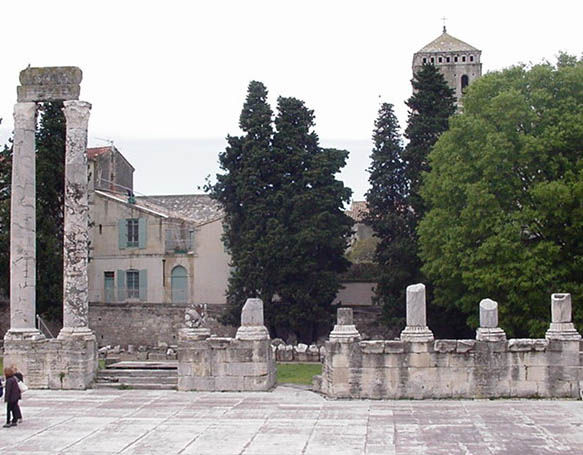
アルルのローマ劇場の遺跡

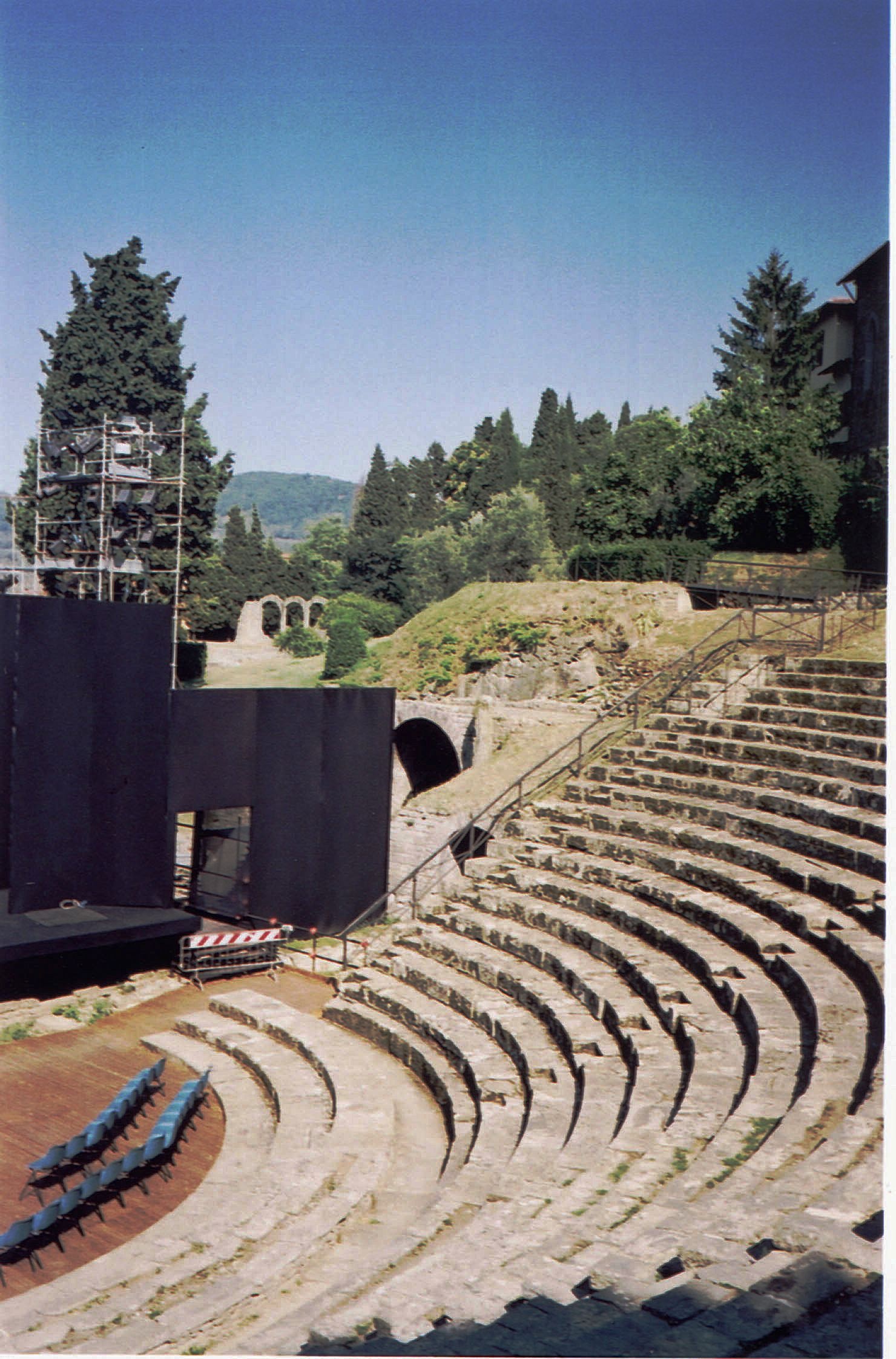
フィエーゾレのローマ劇場

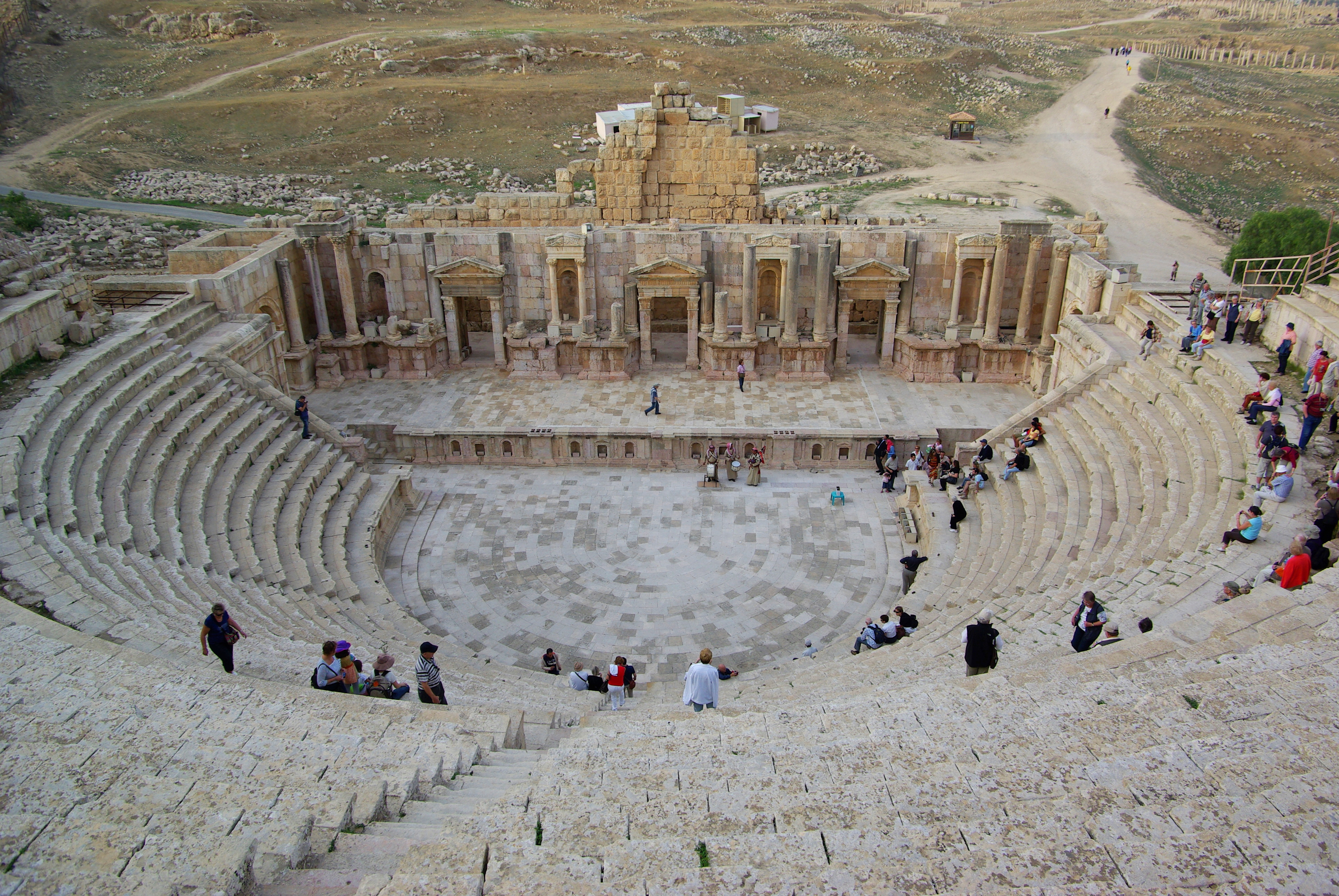
ジャラシュのローマ劇場

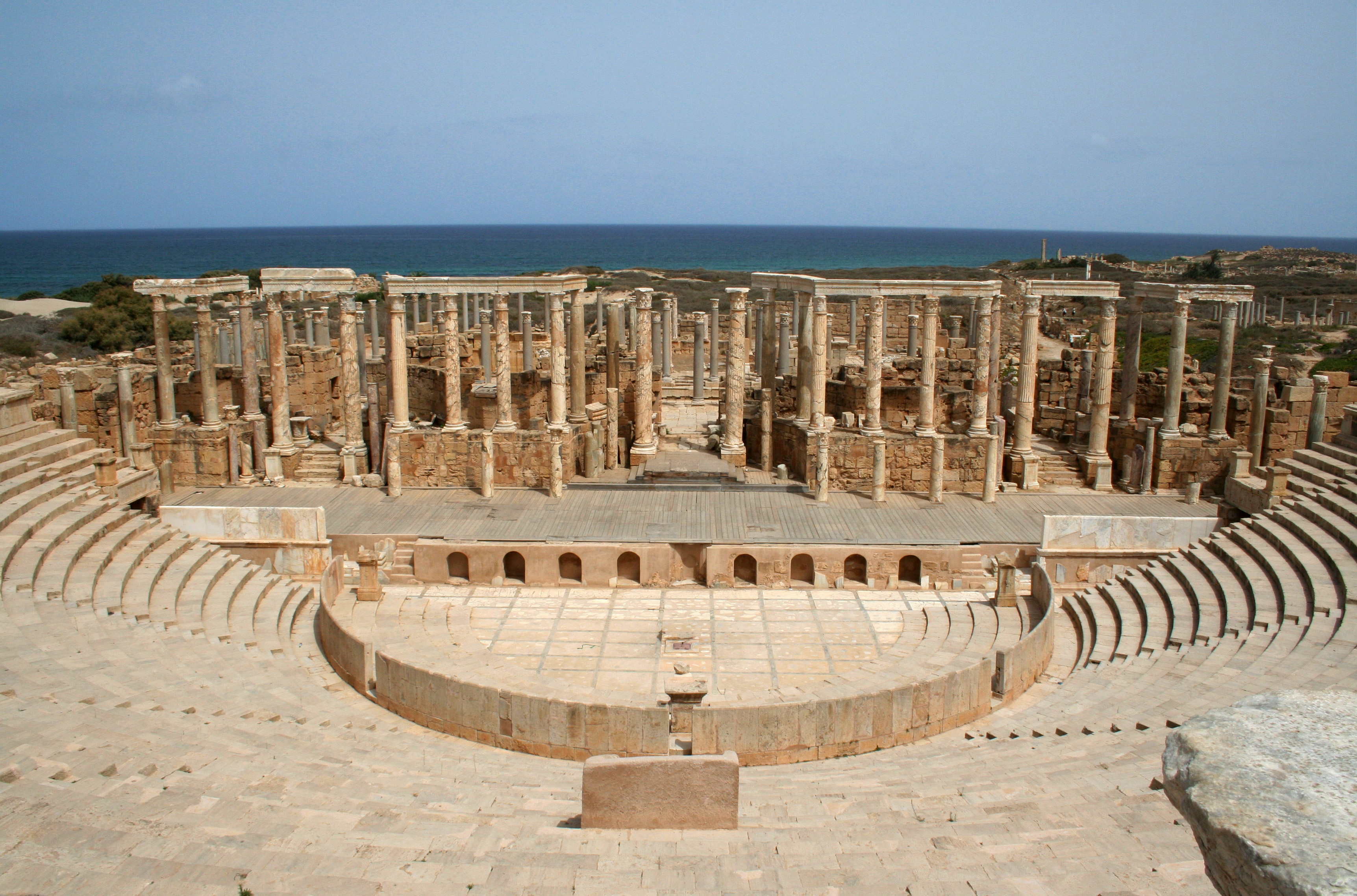
レプティス・マグナのローマ劇場

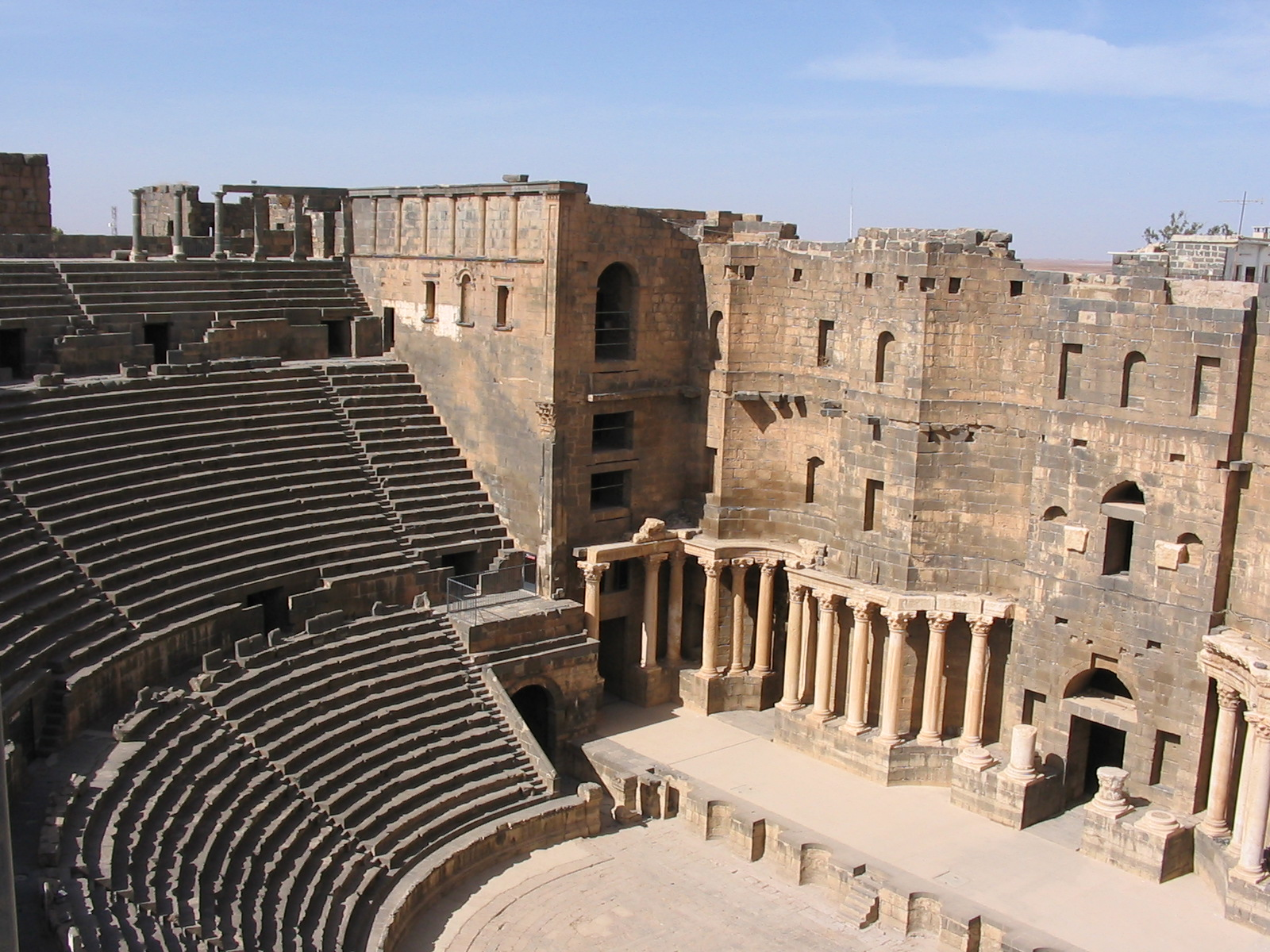
ボスラのローマ劇場

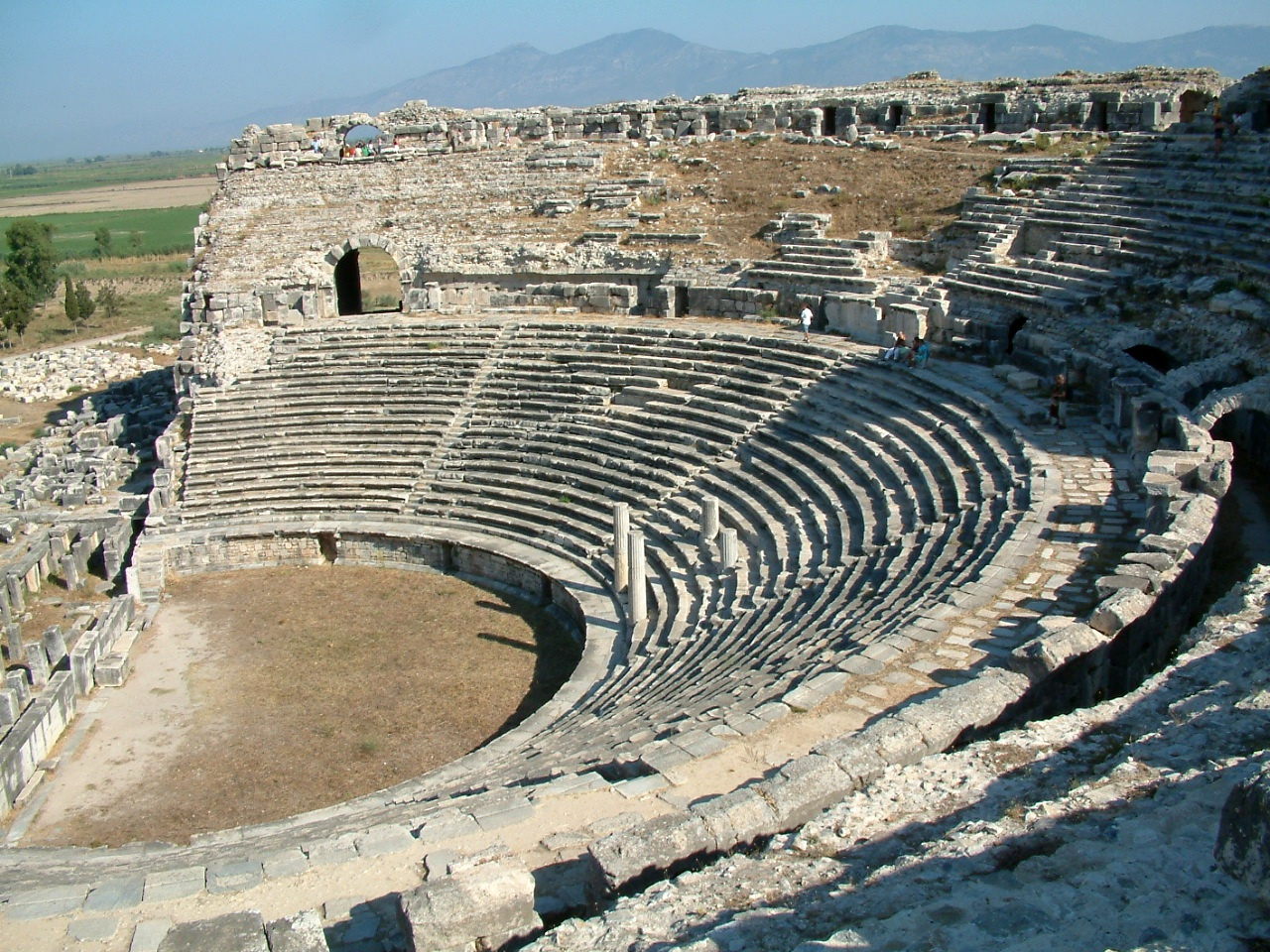
ミレトスのローマ劇場

現在の国別に、主なローマ劇場の所在地を以下に列挙する。
ブルガリア
- プロヴディフ（古代のフィリポポリス）
- ソフィア（古代のセルディカ）
- スタラ・ザゴラ（古代のアウグスタ・トラヤナ）

エジプト
- アレクサンドリア

フランス
- アルル - ローマ劇場を含む遺跡や建物が世界遺産となっている。
- オータン
- リヨン
- オランジュ - ローマ劇場を含む遺跡や建物が世界遺産となっている。

ドイツ
- マインツ

イタリア
- フィエーゾレ
- チヴィダーテ・カムーノ
- ブレシア
- ポンペイ
- スポレート
- タオルミーナ, シチリア - テアトロ・グレーコ（ギリシア劇場）と呼ばれている。
- ローマ - マルケッルス劇場、ポンペイウス劇場
- オスティア

イスラエル
- 海辺のカイサリア

ヨルダン
- アンマン
- ジャラシュ (2)
- ペトラ

リビア
- レプティス・マグナ
- サブラタ

ポルトガル
- リスボン (wikimapia)

スペイン
- カルタヘナ
- サラゴサ
- トレド - ローマ帝国の中でも最大級[6]
- マラガ
- メリダ - ローマ劇場を含む遺跡が世界遺産になっている。

シリア
- ボスラ
- ドゥラ・エウロポス (wikimapia, wikimapia)
- パルミラ

トルコ
- ビュザンティオン
- エフェソス
- ヒエラポリス - 世界遺産
- クニドス（wikimapia、ローマ以前からある）
- ミレトス
- ペルガモン
- Sagalassos（wikimapia、ローマ以前からある?）
- Termessos（wikimapia、ローマ以前からある）

北キプロス
- サラミス市

イギリス
- セント・オールバンズ（古代のヴェルラミウム）[7]